# Schmalzmühle (Röckingen)
Schmalzmühle ist ein Gemeindeteil der Gemeinde Röckingen im Landkreis Ansbach (Mittelfranken, Bayern). Schmalzmühle liegt teils in der Gemarkung Röckingen, teils in der Gemarkung Reichenbach.

## Geografie
Die Einöde liegt an der Wörnitz und ist unmittelbar von Acker- und Grünland umgeben. Im Nordosten wird die Flur Eichach genannt. Im Südosten liegt die Forst Dornstadt-Linkersbaindt. Ein Anliegerweg führt zur Kreisstraße AN 47 (0,2 km südöstlich), die nach Fürnheim (2,3 km südwestlich) bzw. die Staatsstraße 2218 kreuzend nach Röckingen verläuft (2,3 km nördlich).

## Geschichte
Schmalzmühle lag im Fraischbezirk des ansbachischen Oberamtes Wassertrüdingen. Grundherr des Anwesens war das württembergische Oberamt Weiltingen. Von 1797 bis 1808 unterstand der Ort dem Justiz- und Kammeramt Wassertrüdingen.
Infolge des Gemeindeedikts wurde Schmalzmühle dem 1809 gebildeten Steuerdistrikt und der Ruralgemeinde Röckingen zugewiesen.

### Baudenkmal
- Haus Nr. 1: Ehemalige Mühle eines Vierseithofes, Mühl- und Wohngebäude, zweigeschossiger Satteldachbau, rückwärtig Halbwalm, mit Fachwerkgiebel, um 1700, mit östlich angebautem Austragshaus, wohl 19. Jahrhundert; Hofhaus, Nebengebäude, zweigeschossiger massiver Bau mit Steildach, einseitig mit Halbwalm, 1786; ehemaliger Schweinestall, eingeschossiger massiver Satteldachbau, um 1900; Hofeinfahrt, Korbbogentor mit Nebenpforte, bezeichnet „1710“.[10]

### Einwohnerentwicklung
| Jahr      | 001818 | 001840 | 001861 | 001871 | 001885 | 001900 | 001925 | 001950 | 001961 | 001970 | 001987 |
| Einwohner | 6      | 11     | 11     | 13     | 7      | 10     | 7      | 10     | 5      | 7      | 4      |
| Häuser    | 2      | 2      |        |        | 2      | 2      | 1      | 1      | 1      |        | 1      |
| Quelle    | [ 12 ] | [ 13 ] | [ 14 ] | [ 15 ] | [ 16 ] | [ 17 ] | [ 18 ] | [ 19 ] | [ 20 ] | [ 21 ] | [ 1 ]  |

## Religion
Der Ort ist evangelisch-lutherisch geprägt und bis heute nach St. Laurentius (Röckingen) gepfarrt. Die Einwohner römisch-katholischer Konfession sind nach Heilig Geist (Wassertrüdingen) gepfarrt.